# هشام مزایر
هشام مزایر (انگلیسی: Hichem Mezaïr؛ زادهٔ ۱۶ اکتبر ۱۹۷۶) بازیکن فوتبال اهل الجزایر بود.
از باشگاه‌هایی که در آن بازی کرده‌است می‌توان به باشگاه فوتبال مولودیه وهران، باشگاه فوتبال شباب بلوزداد، باشگاه فوتبال وفاق سطیف و باشگاه فوتبال اتحاد الجزایر اشاره کرد.
وی همچنین در تیم ملی فوتبال الجزایر بازی کرده‌است.